# Eric Fischl
Eric Fischl né à New York en 1948, est un peintre néo-expressionniste et sculpteur américain.

## Biographie
Fischl est né à New York en 1948 et a grandi à Phoenix, Arizona.
En 2002 Eric Fischl choque les Américains avec sa sculpture "Tumbling Woman", une femme qui tombe du World Trade Center sur le sol, et est obligé de retirer l'œuvre de l'exposition au Rockefeller Center.
L'ensemble de ces sculptures de la série "Ten Breaths" a été exposée en 2009 à la Galerie Daniel Templon.

## Œuvres
Suivant les traces des peintres du réalisme social des années 1930, Fischl se déclare comme "observateur des comportements humains". Par ce biais, le spectateur devient complice participe aux observations de l'artiste, quitte à le place en tant que voyeur. Aussi, la particularité des scènes représentés est qu'elles ne contiennent aucune de narration à proprement parler : il n'y a ni début, ni fin, et l'évènement se déroule uniquement dans le moment capturé. Bad Boy (1981, galerie Saatchi, Londres), Sleepwalker ou Slumber Party (1983, Art Institute of Chicago, Chicago) illustrent bien les aspects dérangeants de l'œuvre de Fischl.

## Liste d'œuvres
- Strange Place to Park n°2, 1992 (Musée national d'art moderne, Paris)
- Soul in Flight, 2002 (Arthur Ashe Memorial, NY)
- Tumbling Woman, 2001 bronze